# مارک‌آنتونیو فرانچسکینی
مارک‌آنتونیو فرانچسکینی (ایتالیایی: Marcantonio Franceschini، ‎ ۱ ژانویهٔ ۱۶۴۸ – ۲۴ دسامبر ۱۷۲۹) نقاش اهل ایتالیا بود. او در دورهٔ باروک فعال بود و اغلب دوران کاری‌اش را در بولونیا به‌سر برد. او پدر و استاد جاکومو فرانچسکینی است.